# جهاد الفاضل
جهاد عبد الله محمد الفاضل إعلامية وسياسية بحرينية. تشغل حاليا عضوية مجلس الشورى منذ 2012.

## السيرة
حصلت الفاضل على بكالوريس أدب إنجليزي تخصص ترجمة من جامعة البحرين عام 2001 وماجستير في علم اللغة الإنجليزية من جامعة البحرين عام 2004 ودكتوراة في الاعلام تخصص صحافة جامعة بيدفوردشاير البريطانية عام 2009 ودبلوم عالي في تطوير الممارسة الأكاديمية من جامعة البحرين بالتعاون مع جامعة سانت يورك البريطانية عام 2011.
عملت الفاضل أخصائية مصادر تعلم بقسم اللغة الإنجليزية وآدابها في جامعة البحرين ثم ترقت إلى مساعد بحث وتدريس بقسم الإعلام والسياحة والفنون عام 2003 ثم ترقت إلى أستاذ مساعد بقسم الإعلام والسياحة والفنون عام 2009 ثم ترقت إلى مدير تنفيذي لدائرة العلاقات العامة والاعلام عام 2011. تم تعيينها عضوة في مجلس الشورى من عام 2012 خلفا للعضوة السابقة سميرة رجب التي تم تعيينها وزيرة دولة لشئون الإعلام.

## التكريم
- حفلة عيد العلم بمناسبة الحصول على درجة الماجستير بتقدير امتياز مع مرتبة الشرف الأولى عام 2005.
- حفلة عيد العلم بمناسبة الحصول على درجة الدكتوراة عام 2010.
- شهادة تقدير من مكتب الامم المتحدة للتعليم ببيروت عام 2011.